# Hervé-Nicolas Thépault du Brignou
Hervé-Nicolas Thépault du Brignou (né le 9 mai 1696 à Morlaix, mort le 26 janvier 1766 à Saint-Brieuc), ecclésiastique breton, évêque de Saint-Brieuc de 1744 à sa mort.

## Biographie
Hervé-Nicolas Thépault du Brignou (ou Breignou, Breignon) est originaire du diocèse de Tréguier. Il est le fils de Maurice, chevalier, seigneur de Treffalégan en Lanhouarneau, et d'Anne-Marie Hélène du Chastel de Kerlec'h, dame du Brignou. 
Chanoine du chapitre et vicaire général du diocèse de Quimper, il est désigné comme évêque de Saint-Brieuc le 13 septembre 1744 lors du transfert de Louis-François de Vivet de Montclus au siège d'Alais et confirmé le 18 décembre. 
Il se consacre entièrement à son diocèse, promulgue un mandement en 1751, préside les États de Bretagne lors de la session de Saint-Brieuc en 1758 et la même année avec Emmanuel-Armand de Vignerot du Plessis, duc d'Aiguillon le gouverneur de la Bretagne, il pose la première pierre du quai sur le Léguer. Il est député de la province ecclésiastique de Tours lors de l'Assemblée générale du Clergé de 1765. Il meurt l'année suivante à l'âge de 63 ans. 

## Archives de Hervé-Nicolas du Brignou aux archives Départementales des Côtes d'Armor[3],[4]
- Correspondance (1745-1757)
- Prise de possession de l'évêché (1745), pouvoir donné à Florient-François-Célestin du Merdy, abbé de Catuelan, chanoine de l'église cathédrale, pour faire avec Louis-François Vivet de Montclus, ci-devant évêque de Saint-Brieuc, ou son fondé de pouvoir, les procès-verbaux de visite, prisée et estimation (17 mars 1745)
- Extrait des délibérations de l'assemblée du général de la paroisse de Saint-Michel de Saint-Brieuc à propos de la donation de l'évêque de 240 livres de vente pour le bouillon des pauvres de la paroisse et contrat de donation de 1765 destinés aux héritiers de l'évêque (1766)
- Note à l'attention du comte du Brignou, héritier de l'évêque (1766).